# Sideville
Sideville är en kommun i departementet Manche i regionen Normandie i norra Frankrike. Kommunen ligger i kantonen Équeurdreville-Hainneville som tillhör arrondissementet Cherbourg. År 2022 hade Sideville 840 invånare.

## Befolkningsutveckling
Antalet invånare i kommunen Sideville
| Referens: INSEE |